# Fantino di Artemision

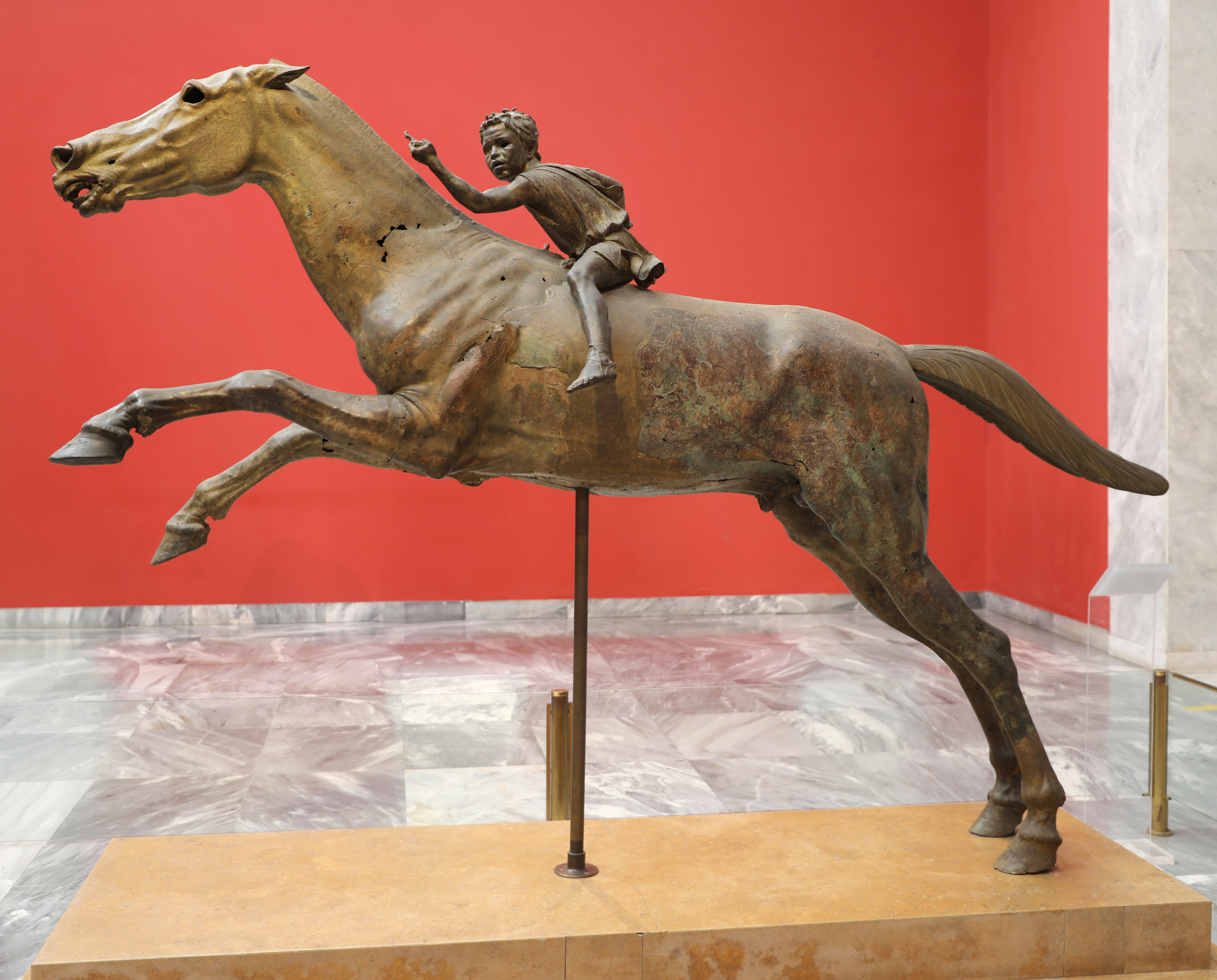
Il fantino dell'Artemision, c. 150-140 aC

Il fantino di Artemision è una grande statua ellenistica in bronzo di un ragazzo a cavallo, databile intorno al 150-140 a.C.   È una rara statua in bronzo originale dell'antica Grecia e un raro esempio nella scultura greca di un cavallo da corsa. 

## Storia e descrizione
La maggior parte dei bronzi antichi sono stati fusi per riciclare le materie prime tempo dopo la loro creazione, ma questo si è salvato dalla distruzione grazie a un antico naufragio, prima di essere scoperto nel ventesimo secolo. La statua potrebbe essere stata dedicata agli dei da una persona facoltosa per onorare le vittorie nelle corse di cavalli, probabilmente nella corsa di un solo cavallo (in greco: κέλης - kēles). 
La statua è stata trovata tra i resti di un naufragio al largo di Capo Artemision, nel nord dell'Eubea. Nel relitto sono state rinvenute anche parti del Cronide dell'Artemision.  Le prime parti della statua equestre furono recuperate nel 1928, con ulteriori pezzi ritrovati nel 1936 e 1937.  La statua è stata ricomposta, dopo il restauro della coda e del corpo del cavallo, ed è stata esposta al Museo archeologico nazionale di Atene dal 1972.
L'autore e le circostanze in cui è stata creata l'opera sono sconosciuti. Tuttavia, Seán Hemingway ha suggerito che potrebbe essere stata saccheggiata da Corinto nel 146 a.C. dal generale romano Mummio nella guerra achea e venduto a re Attalo II ma perso durante il transito verso Pergamo.

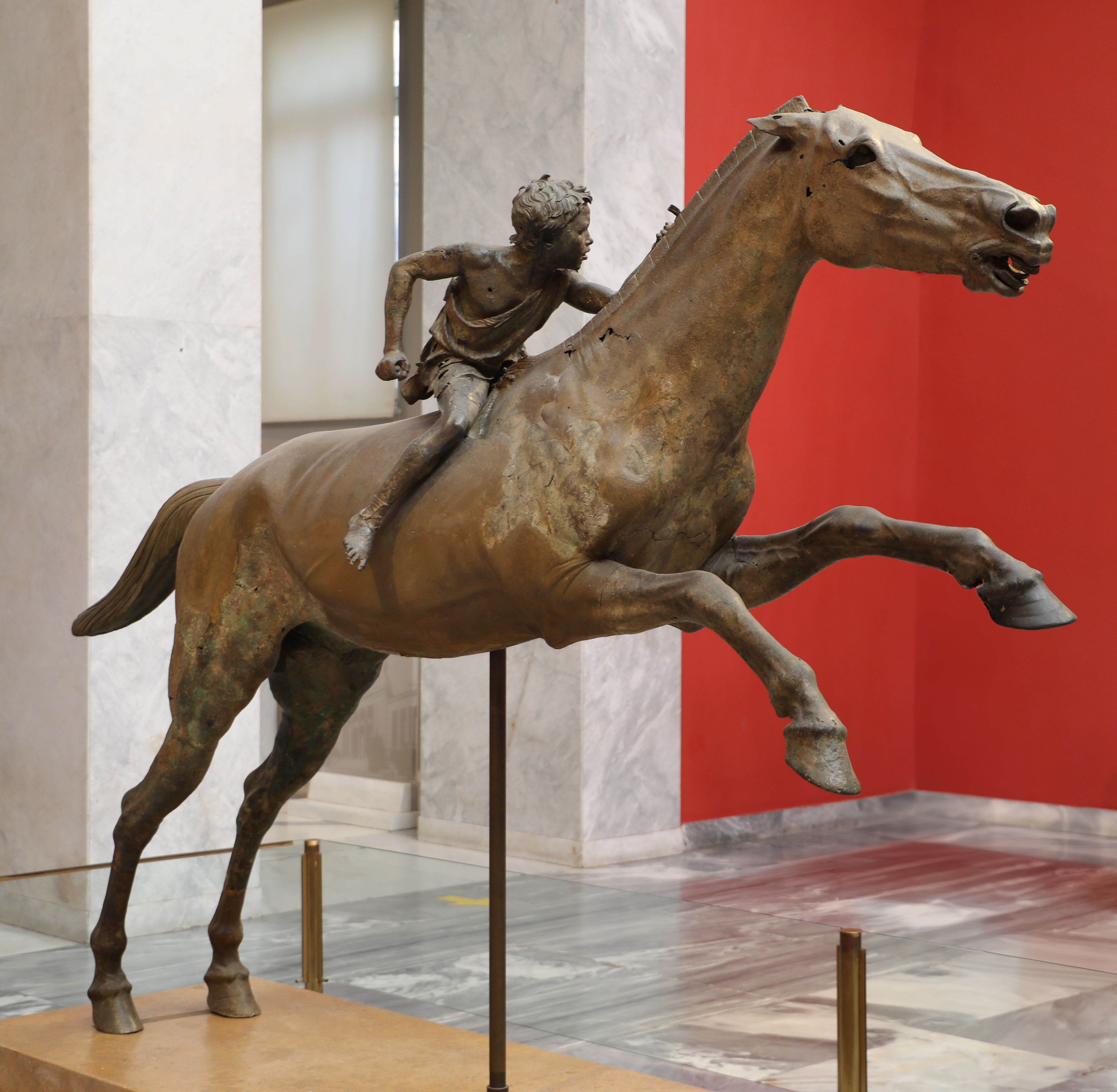
Fantino dell'Artemision, vista alternativa

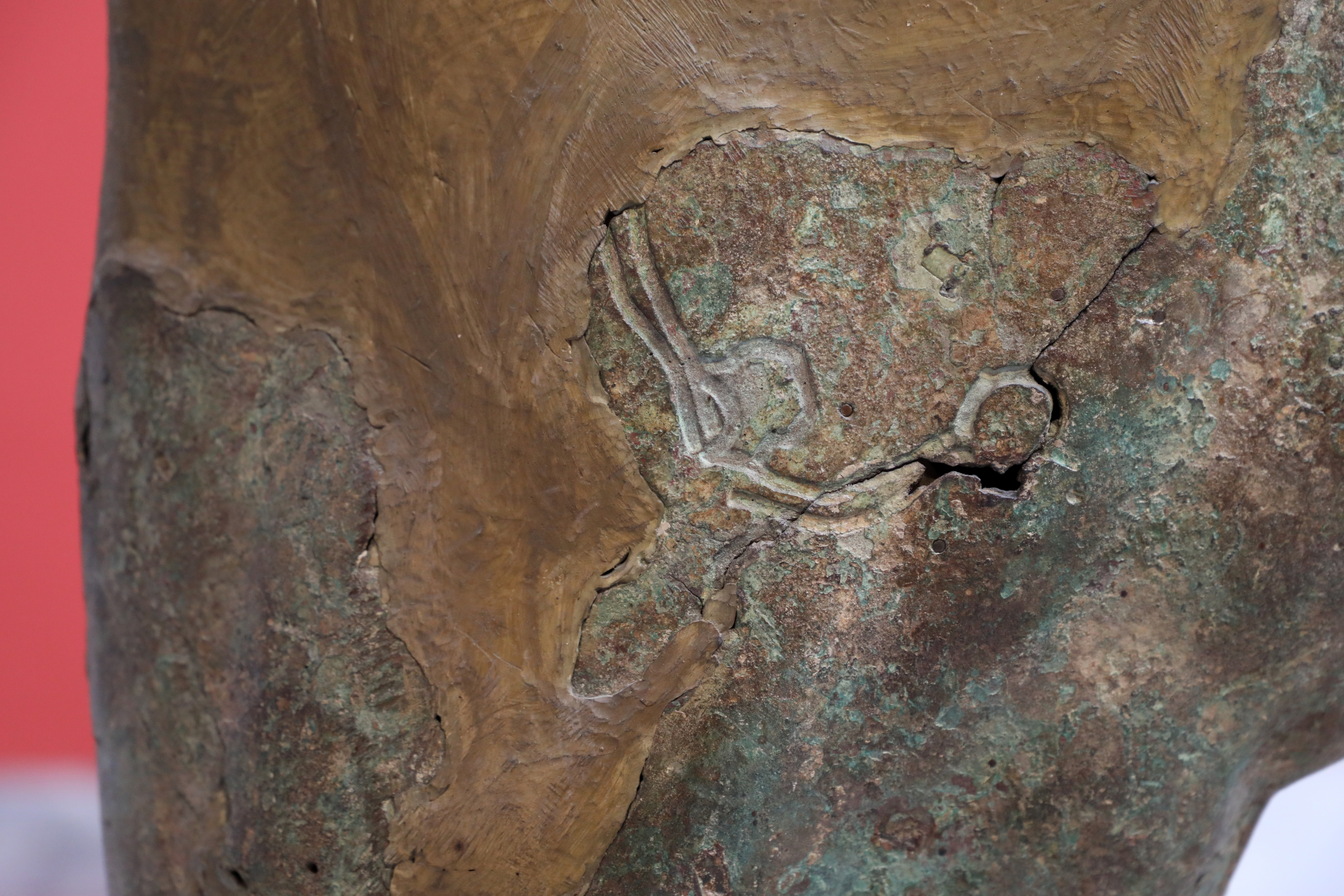
Nike sul fianco del cavallo

La statua equestre è approssimativamente a grandezza naturale, con una lunghezza di 2,9 metri e un'altezza di 2,1 metri. È stata fusa in pezzi utilizzando un processo indiretto a cera persa e poi assemblata tramite saldatura.  Mancano alcune parti, come la frusta e le redini del cavaliere e la briglia del cavallo. Il cavallo e il suo cavaliere sono resi realisticamente, come se fossero ripresi mentre il cavallo balza nel galoppo, con le zampe posteriori a terra e le zampe anteriori sollevate. Il bronzo delle zampe posteriori è più spesso, a indicare che erano il principale mezzo di sostegno della statua.  L'immagine della dea Nike è incisa sulla coscia destra del cavallo, mentre tiene una ghirlanda con le mani alzate, un marchio per i cavalli da corsa nell'antica Grecia. Il cavallo fa impallidire il suo fantino, un ragazzo alto soli 84 cm e di una decina d'anni, forse di origine africana, basandosi sulla sua fisionomia e sulla colorazione originale della superficie patinata nera. La sua pettinatura, tuttavia, è greca, suggerendo un retaggio misto.  Cavalca a pelo senza sella. Indossa sandali e un corto chitone, e guarda indietro sopra la sua spalla sinistra.